# Grupo Venediger

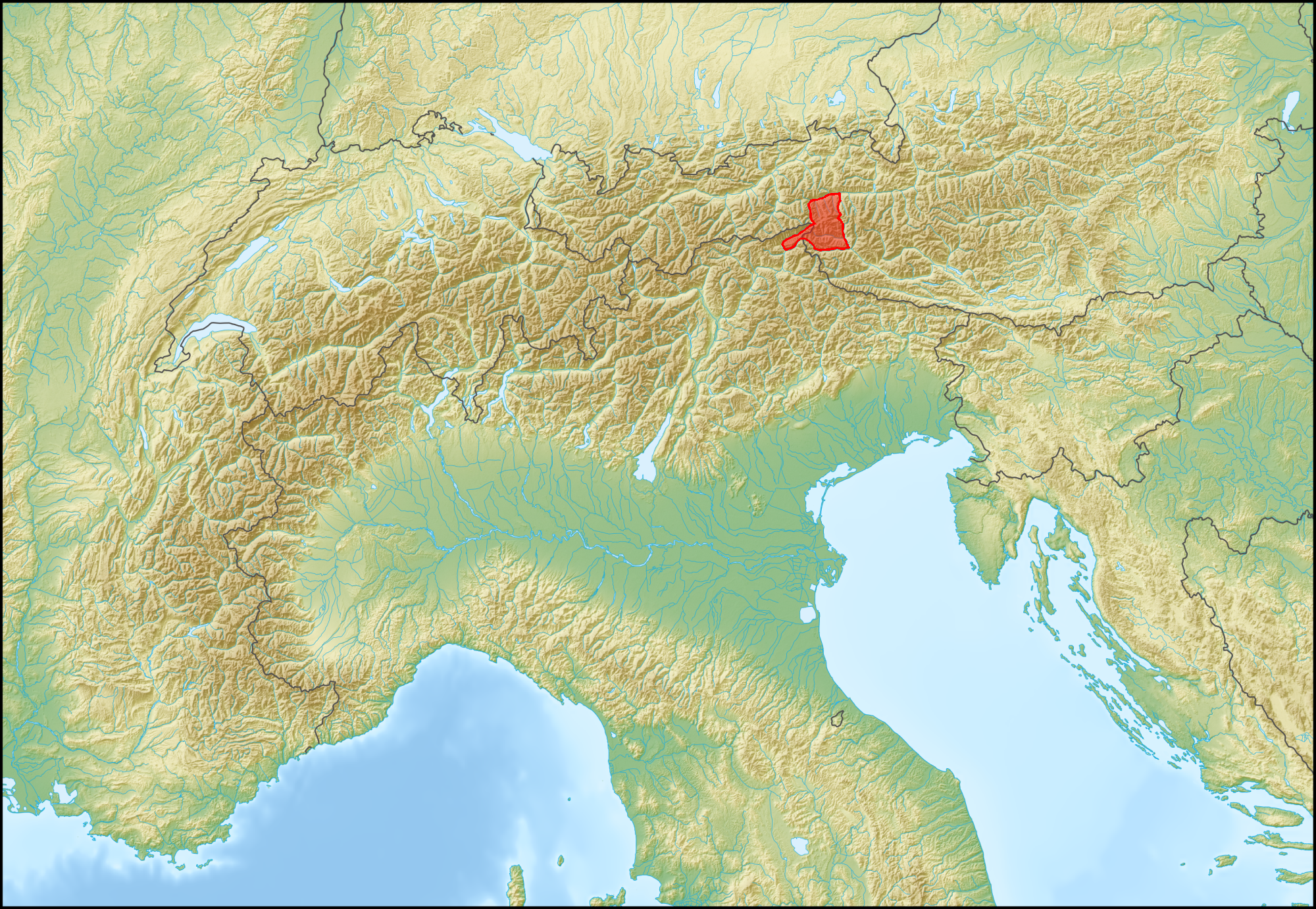
Ubicación (en rojo) del Grupo Venediger (AVE 36) en los Alpes

El Grupo Venediger (en alemán: Venedigergruppe) es una cadena montañosa de los Alpes Centrales Orientales. Junto con el Grupo Granatspitze, el Grupo Glockner, el Grupo Goldberg, y el Grupo Ankogel, forma la cresta principal del Alto Tauern. El pico más alto es el Großvenediger a 3.657 m (AA), que da su nombre al grupo. Partes considerables del Grupo Venediger pertenecen a la zona núcleo del parque nacional del Alto Tauern. 

## Geografía

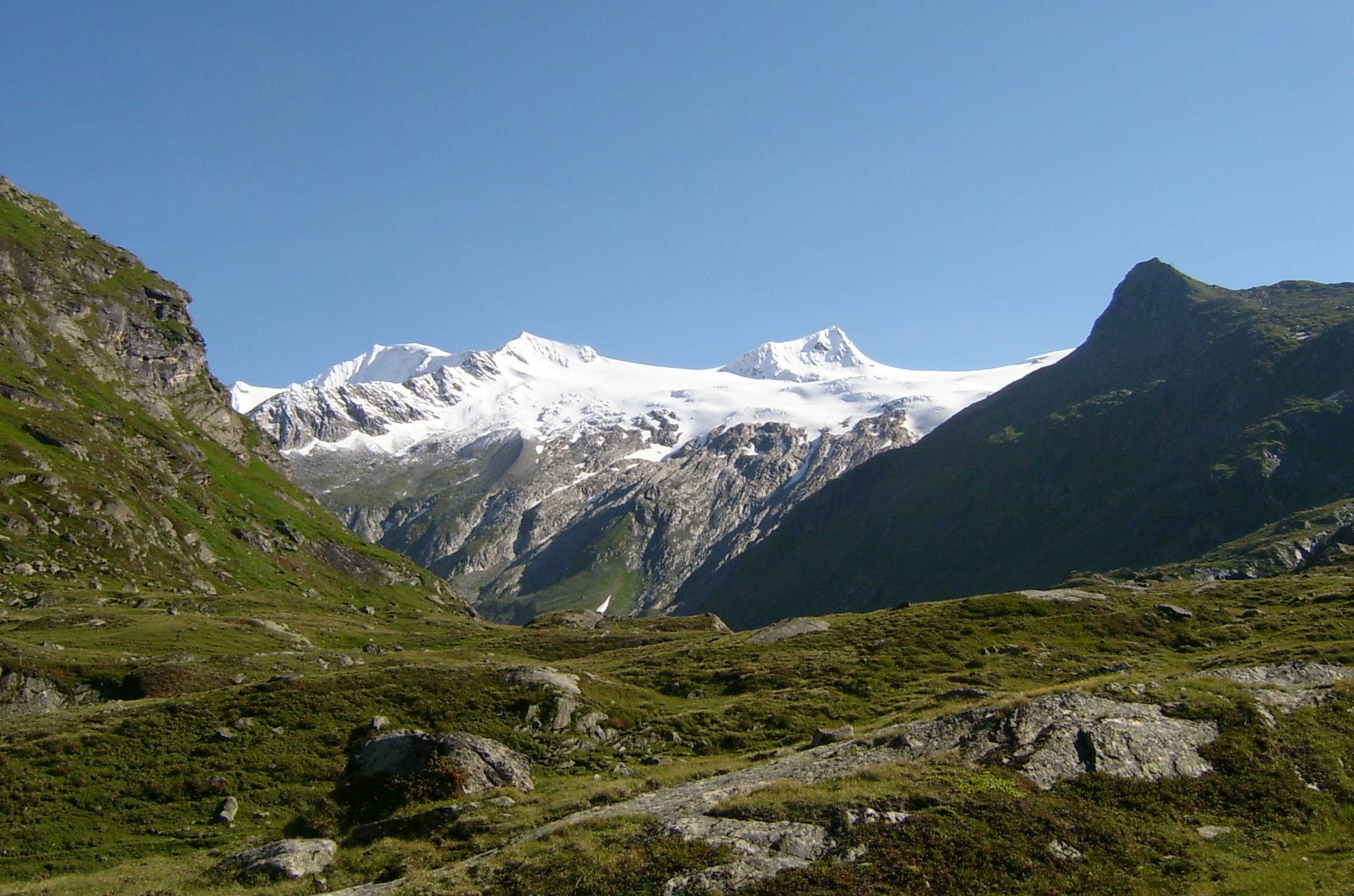
Pico de Großvenediger (punto más alto, atrás a la izquierda), vista desde Johannis Hut cerca de Prägraten al sur

El Grupo Venediger está situado en Austria, en los estados federales de Salzburgo y Tirol, y también en Italia, en la provincia autónoma de Tirol del Sur. La mayor parte de la zona se encuentra en el Tirol Oriental. 
El Grupo Venediger incluye la parte occidental de la cadena principal de la cordillera del Alto Tauern. El paso de Felber Tauern atraviesa la cresta de los Alpes entre Salzburgo y Tirol Oriental en el lado este de la cordillera. El Grupo Venediger es la cadena montañosa más glacial del Alto Tauern. El renombre de la cumbre principal del grupo, el Großvenediger, eclipsa bastante a las demás regiones y montañas, aunque el grupo tiene un gran número de picos, senderos de montaña y refugios alpinos. 
El origen de su nombre no está claro. Según una leyenda, cuando los pastores locales vieron la gigantesca masa del glaciar Venediger por primera vez, pensaron que estaban mirando la brillante superficie del mar con un pueblo ("Venecia"). Sin embargo, el nombre puede remontarse a los buscadores medievales galeses (venecianos) que buscaban minerales de cobalto y manganeso en la zona. 

## Cordilleras vecinas
El Grupo Venediger limita con las siguientes cordilleras en los Alpes: 
- Alpes de Kitzbühel (al norte)
- Grupo Granatspitze (al este)
- Montes Villgraten (al sur)
- Grupo Rieserferner (al suroeste)
- Alpes de Zillertal (al oeste)

## Límites

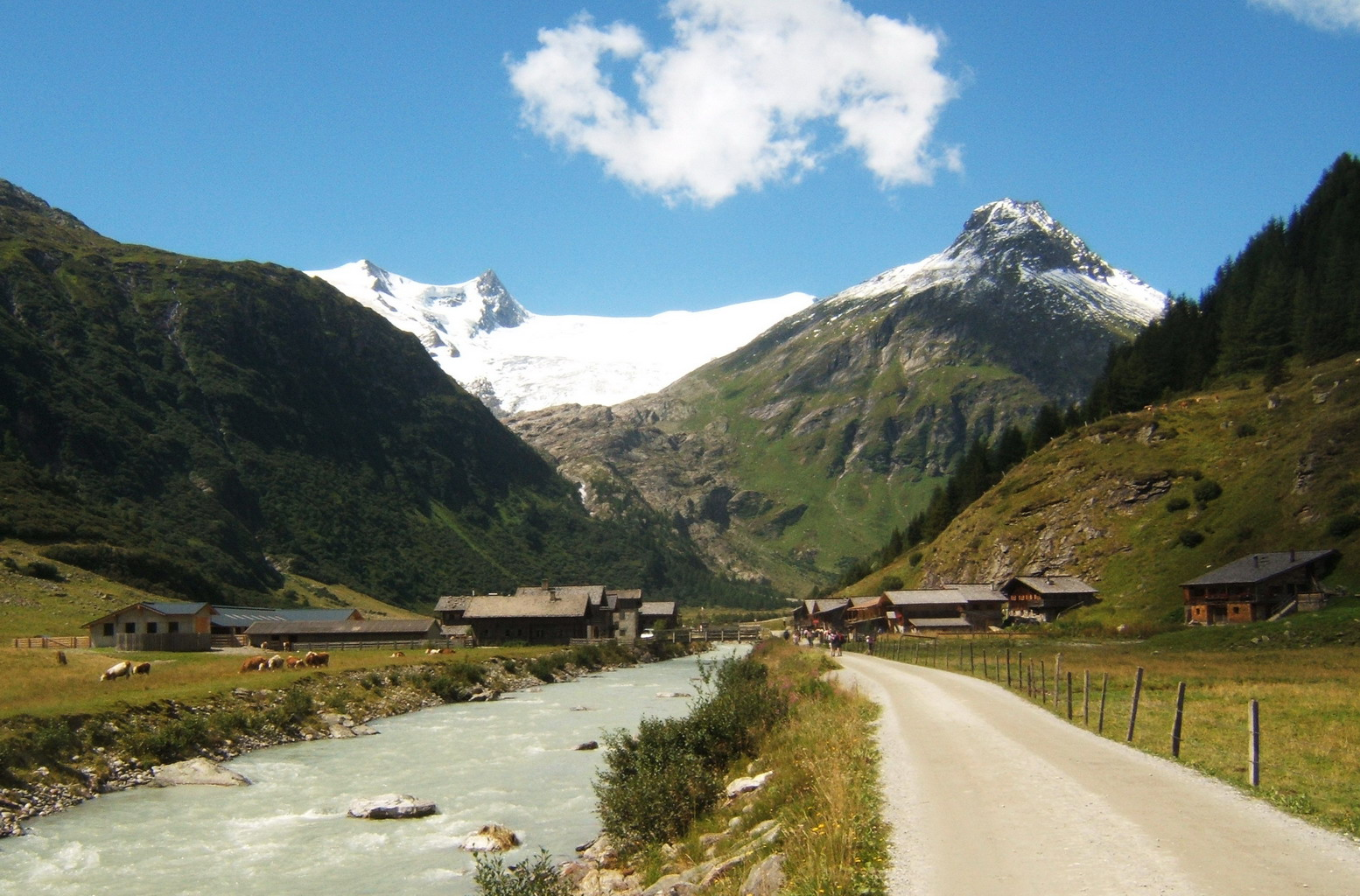
Vista desde el valle de Gschlöß cerca de Matrei, mirando al oeste

Al norte, el valle de Oberpinzgau del río Salzach forma la frontera desde Krimml, río abajo, hasta la ciudad de Mittersill. Al este, la frontera va desde Mittersill hacia el sur, subiendo por el arroyo Felberbach, por el paso Felber Tauern y continúa por el Tauernbach hasta Matrei en Osttirol. Desde allí continúa hacia el sur a lo largo del río Isel hasta el pueblo de Huben (parte del municipio de Matrei). Al sur, el valle del Defereggen delimita la frontera de Huben a lo largo del Schwarzach y se dirige río arriba hasta el alpino Jagdhaus y el paso de Klammljoch. Desde el Klammljoch corre cuesta abajo a lo largo del Klammlbach y a través del valle de South Tyrolean Rein hasta Sand en Taufers. En el oeste su perímetro corre a lo largo del valle Tauferer Ahrntal desde Sand en Taufers hasta el paso de Birnlücke y bajando por el río Krimmler hasta Krimml en el valle de Salzach. 
El puerto de Birnlücke une al Grupo Venediger con los Alpes Zillertal. El Klammljoch es su unión con el Grupo Rieserferner. El Felber Tauern une el Grupo Venediger con el Grupo Granatspitze. 
Mientras que las crestas laterales claramente definidas se ramifican regularmente hacia el norte desde la cadena principal del Grupo Venediger, hacia el sur la montaña tiende a extenderse en un área mayor formando sus propios subgrupos: el Grupo Durreck, el Panargenkamm y el Grupo Lasörling. Situado entre la cresta principal fuertemente glacial y el Grupo Lasörling al oeste del Matrei, el Valle de la Virgen es el único valle permanentemente establecido dentro del Grupo Venediger. 

## Picos
Todos los tres miles nombrados en el Grupo Venediger:
| - Großvenediger, 3666 m - Rainerhorn, 3559 m - Hohes Aderl, 3506 m - Schwarze Wand, 3503 m - Dreiherrenspitze, 3499 m - Rötspitze, 3496 m - Western Simonyspitze, 3481 m - Kleinvenediger, 3471 m - Hoher Zaun, 3451 m - Eastern Simonyspitze, 3448 m - Umbalköpfl, 3426 m - Daberspitze, 3402 m - Hintere Gubachspitze, 3387 m - Hoher Eichham, 3371 m - Northern Malhamspitze, 3368 m - Großer Geiger, 3360 m - Großer Happ, 3352 m - Südliche Malhamspitze, 3326 m - Vorderer Maurerkeeskopf, 3325 m - Vordere Gubachspitze, 3316 m - Großer Hexenkopf, 3314 m - Hinterer Maurerkeeskopf, 3311 m - Kristallwand, 3310 m - Weißspitze, 3300 m - Keeskogel, 3291 m - Schlieferspitze, 3290 m - Untere Rötspitze, 3289 m - Mittlerer Maurerkeeskopf, 3283 m - Vorderer Seekopf, 3282 m - Quirl, 3251 m - Niederer Eichham, 3247 m - Stein am Ferner, 3246 m - Mullwitzaderl, 3244 m - Hohe Fürleg, 3243 m - Hinterer Seekopf, 3234 m - Steingrubenkogel, 3231 m - Althausschneide, 3225 m | - Wunspitze, 3217 m - Säulkopf, 3209 m - Plattiger Habach, 3207 m - Hoher Rosshuf, 3199 m - Zopetspitze, 3198 m - Kleiner Hexenkopf, 3194 m - Kuhhaut, 3190 m - Löffelspitze, 3190 m - Malhamhorn, 3186 m - Steinkarkogel, 3180 m - Jagdhausspitze, 3165 m - Hohe Achsel, 3161 m - Hohes Kreuz, 3159 m - Kreuzspitze, 3155 m - Schliefertürme, 3142 m - Säulspitze, 3137 m - Hintere Sonntagsköpfe, 3136 m - Tredeberspitze, 3134 m - Hohe Warte, 3128 m - Rotenmannkopf, 3127 m - Bachmayrspitze, 3120 m - Törlbirgkopf, 3115 m - Lenkspitze, 3105 m - Glockhaus, 3103 m - Große Jaidbachspitze, 3100 m - Schwarzes Hörndl, 3100 m - Hinterer Sajatkopf, 3098 m - Törlspitze, 3092 m - Merbspitze, 3090 m - Wunwand, 3090 m - Gamsmutter, 3089 m - Gastacher Wände, max. 3087 m - Arventalspitze, 3083 m - Rotenmannspitze, 3077 m - Unlaßkarkopf, 3074 m - Gabelspitze, 3071 m - Käferfeldeck, 3070 m | - Rauhkopf, 3070 m - Krimmler Törlkopf, 3063 m - Habachspitze, 3062 m - Tulpspitze, 3054 m - Ahrner Kopf, 3051 m - Blessachkopf, 3050 m - Mittereggspitze, 3044 m - Schernerskopf, 3033 m - Ogasil(-spitze), 3032 m - Foiskarkopf, 3029 m - Vorderkopf, 3024 m - Kratzenberg, 3022 m - Wildenkogel, 3021 m - Südliche Göriacher Röte, 3020 m - Larmkogel, 3017 m - Nördliche Göriacher Röte, 3011 m - Weiglkarkopf, 3009 m - Ochsenbug, 3007 m - Essener Eck, 3006 m - Kemetspitze, 3004 m - Bretterspitze, 3001 m - Pillewizer, 3000 m Panargenkamm: - Keeseck (Keesegg), 3173 m - Alplesspitze, 3149 m - Totenkarspitze, 3133 m - Panargenspitze, 3117 m - Seespitze, 3021 m Lasörling Group: - Lasörling, 3098 m - Stampfleskopf, 3071 m - Rosenspitze, 3060 m - Großschober, 3054 m - Reichenberger Spitze, 3030 m - Finsterkarspitze, 3029 m - Blindis, 3000 m |  |

## Turismo
El Grupo Venediger está bien desarrollado para el turismo. Además de una miríada restaurantes alpinos administrados, también hay una gran cantidad de refugios del Alpine Club : 